# حسینیه شاهزاده فاضل
حسینیه شاهزاده فاضل مربوط به دوره قاجار است و در یزد، خیابان امام خمینی، امامزاده شاهزاده فاضل واقع شده و این اثر در تاریخ ۱۰ خرداد ۱۳۸۲ با شمارهٔ ثبت ۹۱۳۰ به‌عنوان یکی از آثار ملی ایران به ثبت رسیده است.